# Lantan
Lantan is een gemeente in het Franse departement Cher (regio Centre-Val de Loire) en telt 106 inwoners (2009). De plaats maakt deel uit van het kanton Dun-sur-Auron in het arrondissement Saint-Amand-Montrond.

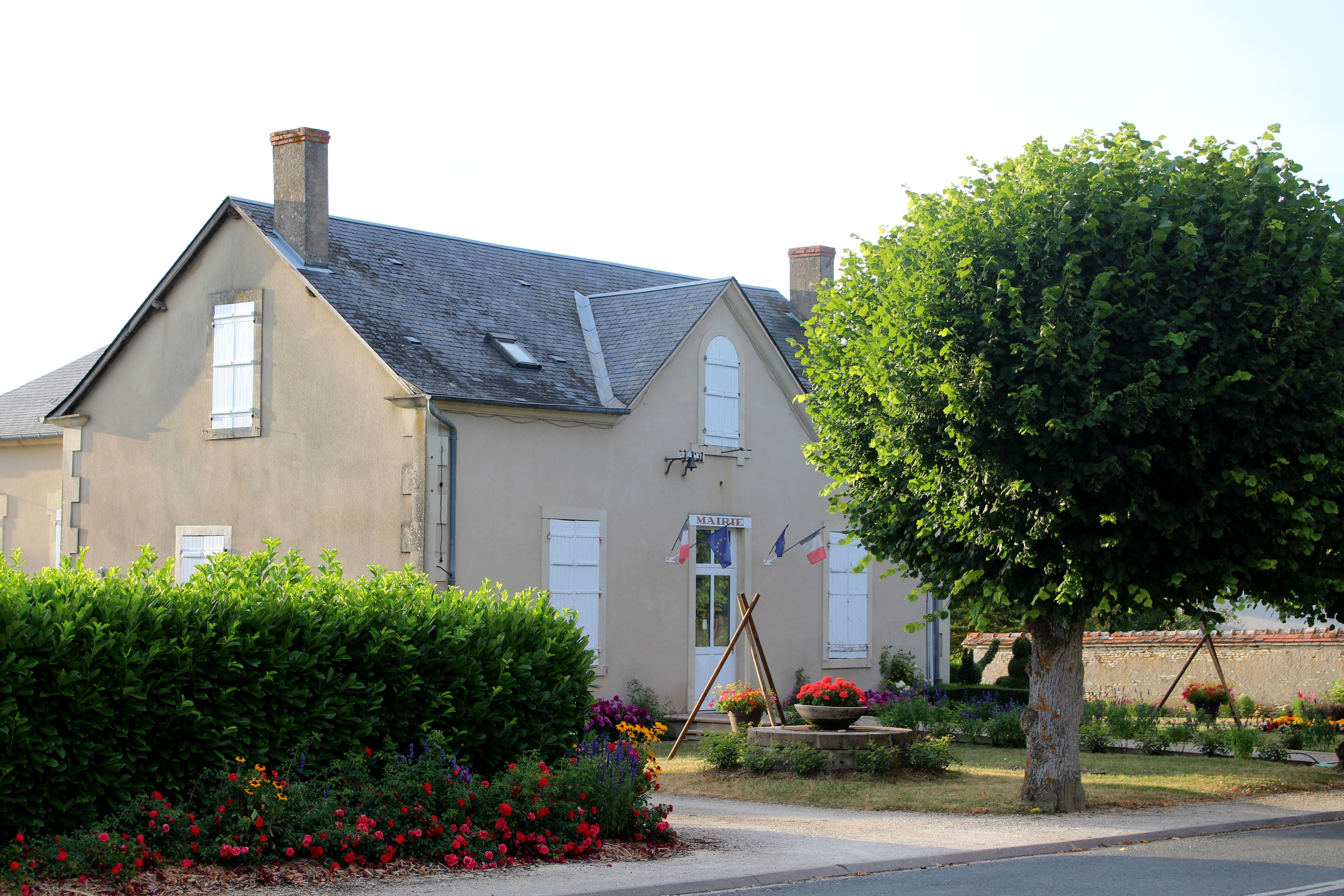
gemeentehuis van Lantan

## Geografie
De oppervlakte van Lantan bedraagt 13,4 km², de bevolkingsdichtheid is dus 7,9 inwoners per km².
De onderstaande kaart toont de ligging van Lantan met de belangrijkste infrastructuur en aangrenzende gemeenten.

## Demografie
Onderstaande figuur toont het verloop van het inwonertal (bron: INSEE-tellingen).

## Bezienswaardigheden
- de kerk van de heilige Paulus, uit de 13e eeuw
- het kasteel van Singleton, uit de 19e eeuw

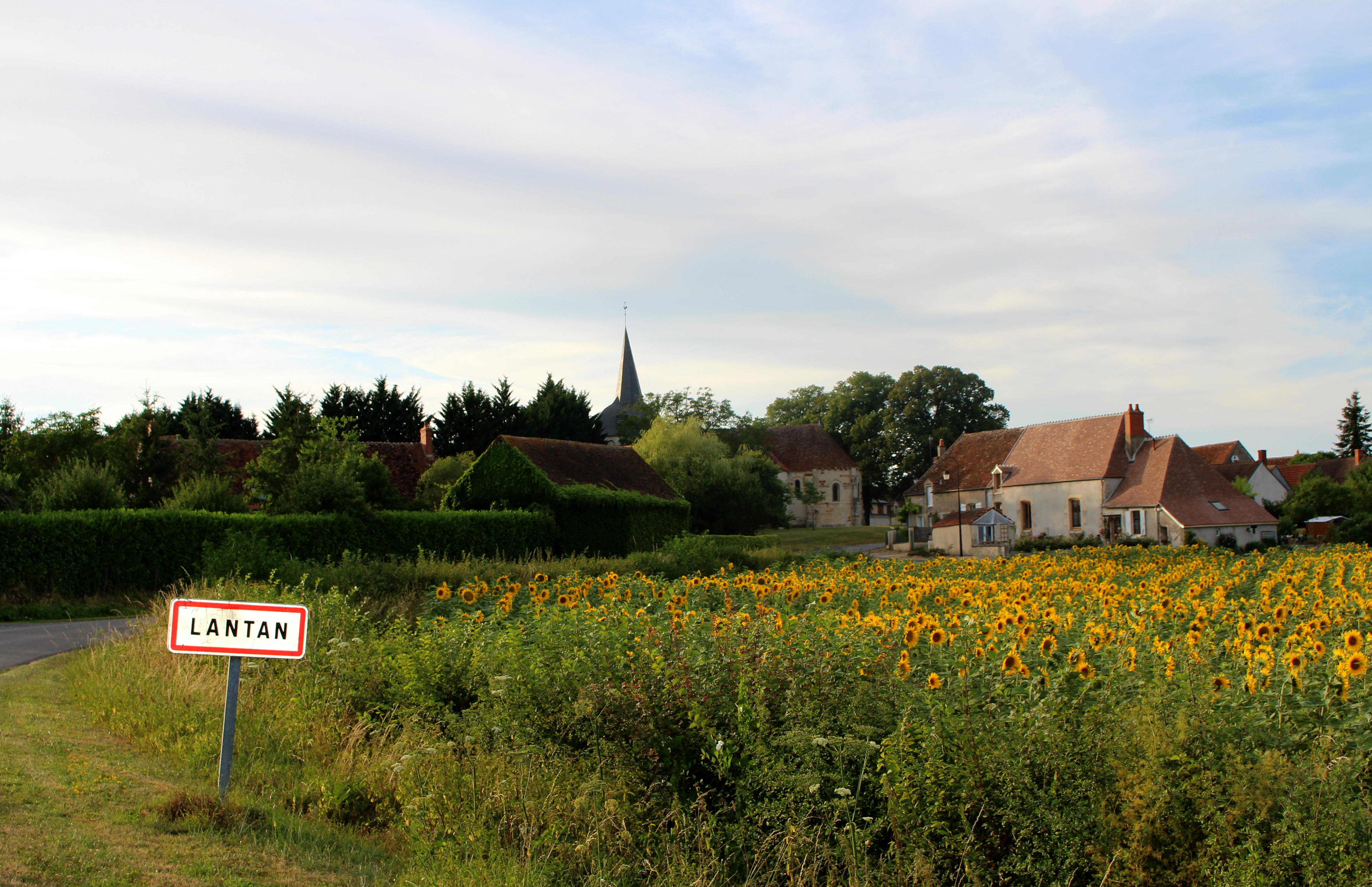
Gezicht op Lantan
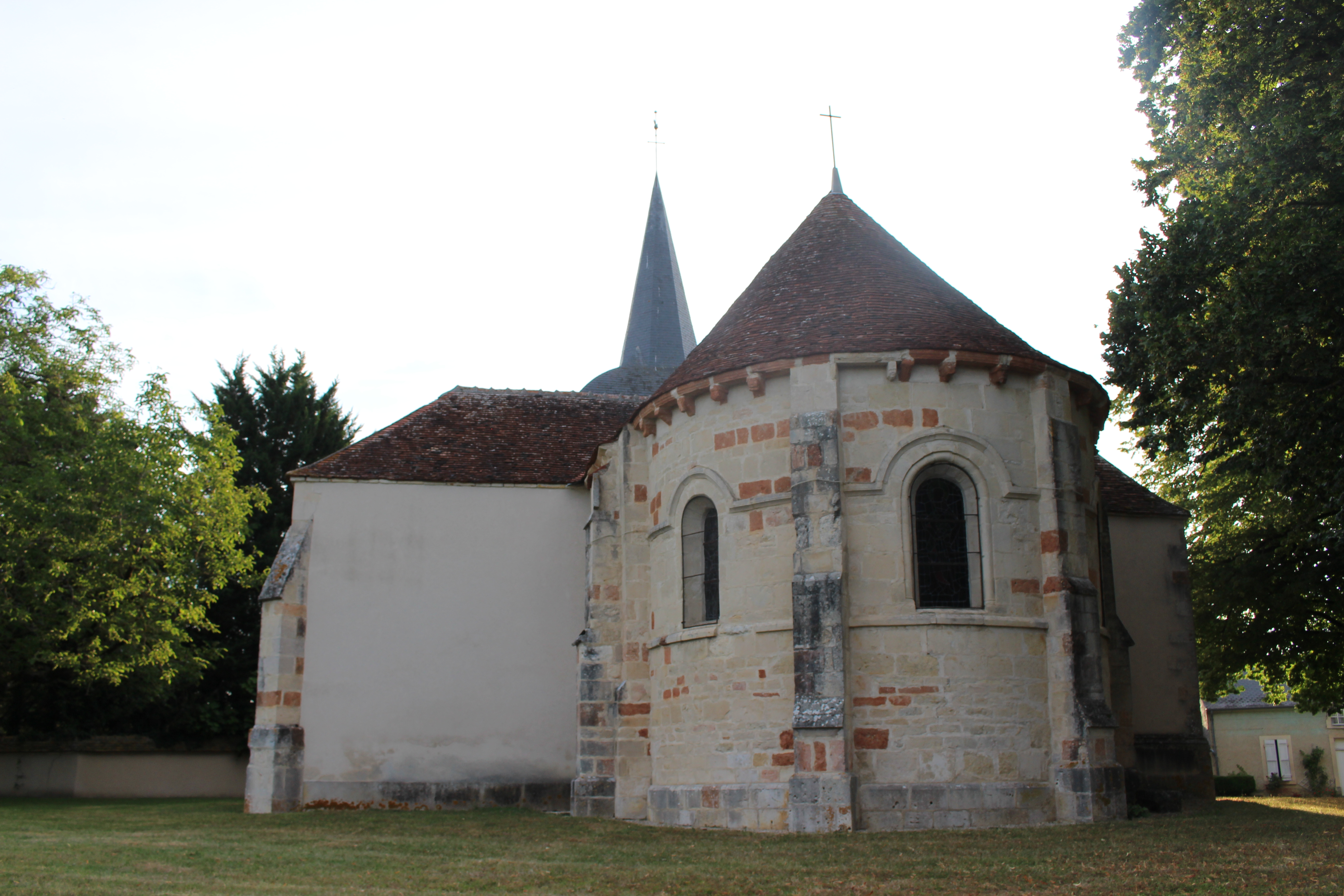
kerk van de heilige Paulus
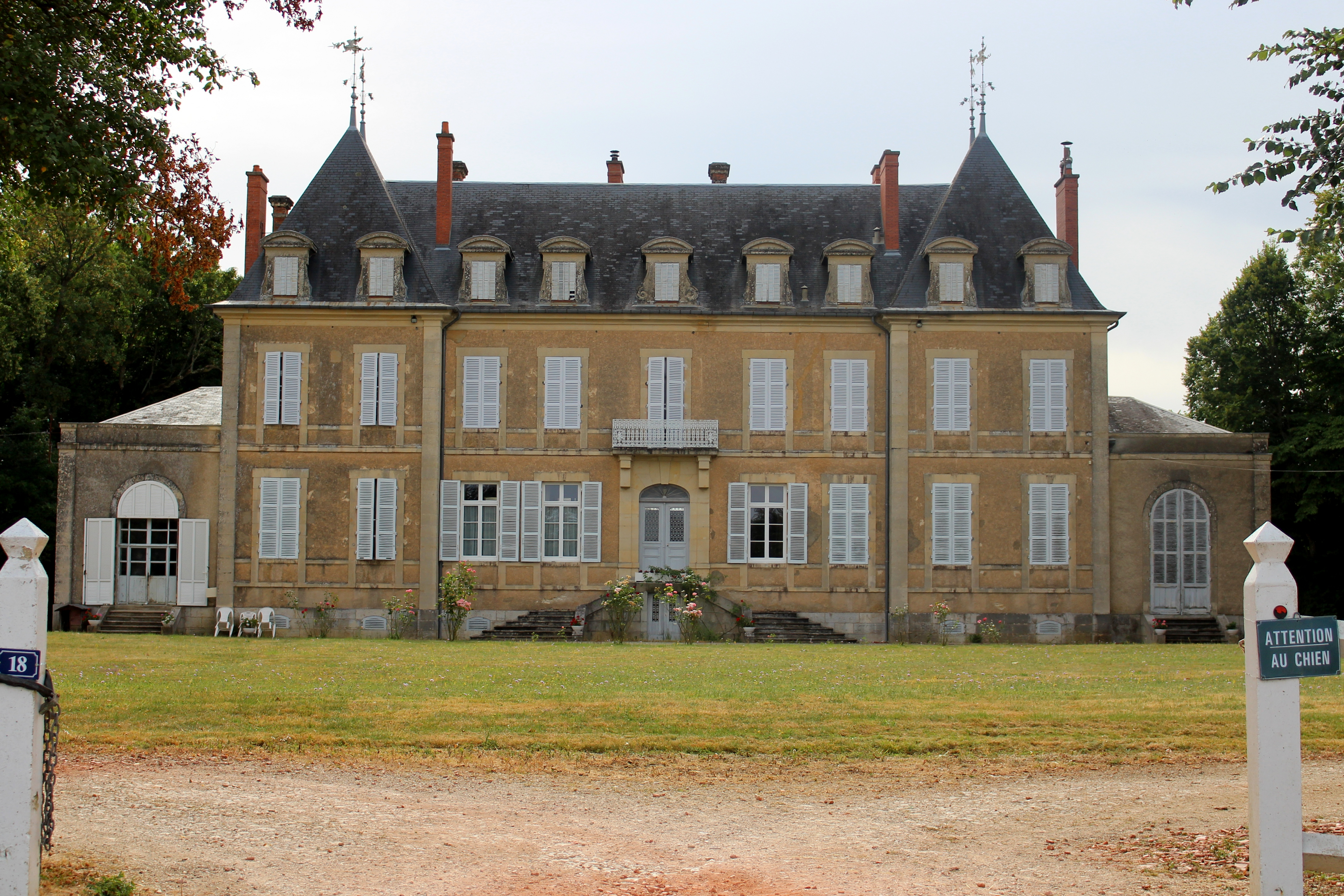
kasteel van Singleton